# Schloss Haindorf

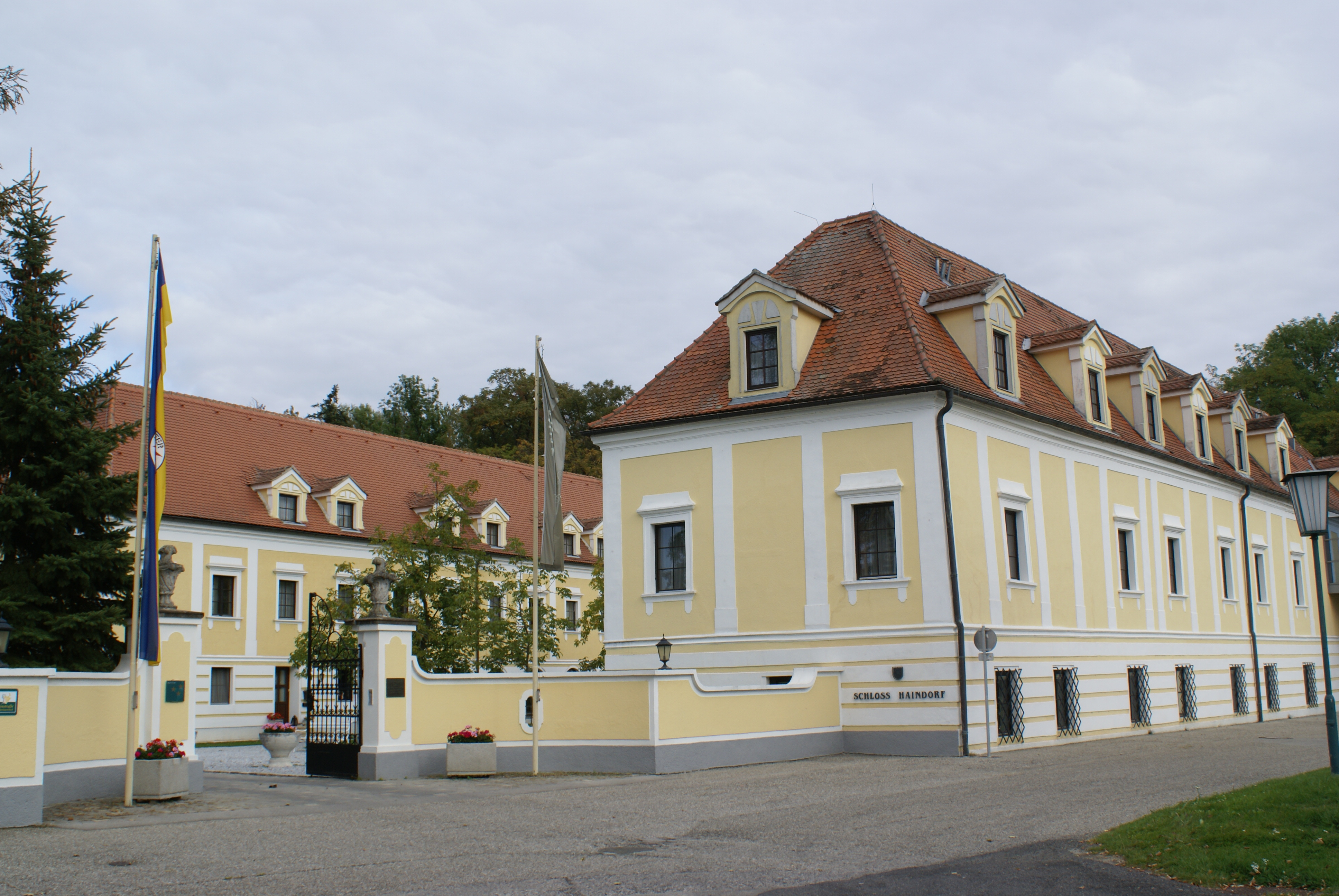
Unteres Schloss

Schloss Haindorf ist ein Schloss in der gleichnamigen Katastralgemeinde der Stadt Langenlois in Niederösterreich. Da sich in Haindorf noch ein weiteres Schloss befindet, wird es auch als unteres Schloss bezeichnet.

## Geschichte
Das barocke Schloss Haindorf entwickelte sich aus der Feldmühle, die 1624 erstmals genannt wurde. Die Wurzeln dürften aber noch weiter zurückgehen und zwar auf die Loisbachmühle, die bereits zweihundert Jahre früher 1407 erstmals genannt wurde. Sie gehörte zur Herrschaft im Besitz von Peter Haun zu Haindorf.
Im Jahr 1582 war der Hofkammerpräsident Reichard Streun von Schwarzenau Eigentümer von Haindorf. In den folgenden Jahrzehnten wechselten die Besitzer häufig. Von 1680 bis 1876 waren die Grafen von Grundemann Besitzer. Danach erwarb es Freiherr Leopold Popper von Podhragy. Stark verfiel es unter Baron Sales. Restauriert wurde es wieder unter dem Heraldiker Friedrich Graf Lanjus von Wellenburg. In der Besatzungszeit wurde es von den sowjetischen Besatzungssoldaten devastiert, sodass die Witwe des Grafen, die Heimatdichterin Theres Lanjus, bereits 1945 ausziehen musste. Später richtete das Unternehmen Sachseneder Werkswohnungen im Schloss ein.
Im Jahr 1973 kaufte die Landesinnung des Baugewerbes das Schloss, renovierte es bis 1978 grundlegend und verwendet das Schloss seither als Seminarhotel und unter der Dachmarke BAUAkademie als Aus- und Weiterbildungszentrum. Hinter dem Schloss ist ein großer Schlosspark, der bis zum Kamp reicht. Im Jahr 2003 wurde das neu errichtete Seminargebäude eröffnet. In den Jahren 2020 bis 2023 erfolgte eine umfassende Sanierung des Seminarhotels inkl. Zubau sowie eine Neuerrichtung des Lehrbauhofs zur zwischenbetrieblichen Lehrlingsausbildung.
Im Jahr 1995 wurde im Schloss Haindorf vom ZDF die Fernsehserie Spiel des Lebens gedreht.

## Schlossfestspiele Langenlois
Seit 1996 werden vor dem Schloss im Sommer im Rahmen der Schlossfestspiele Langenlois Operetten gespielt. Im Schlosspark ist dabei eine Weinkost eingerichtet. Die Arena umfasst annähernd 1.500 Besucherplätze und zählt damit zu den größten Sommertheaterspielplätzen Niederösterreichs. Seit 2020 ist Christoph Wagner-Trenkwitz Intendant der Operette Langenlois.
Gespielte Operetten waren:
- 1996: Zwei Herzen im Dreivierteltakt von Robert Stolz
- 1997: Die Fledermaus von Johann Strauss
- 1998: Ein Walzertraum von Oscar Straus
- 1999: Die lustige Witwe von Franz Lehár
- 2000: Wiener Blut von Johann Strauss
- 2001: Der Zarewitsch von Franz Lehár
- 2002: Gräfin Mariza von Emmerich Kálmán
- 2003: Der Bettelstudent von Carl Millöcker
- 2004: Die Zirkusprinzessin von Emmerich Kálmán
- 2005: Im weißen Rössl von Ralph Benatzky
- 2006: Das Land des Lächelns von Franz Lehár
- 2007: Die Fledermaus von Johann Strauss
- 2008: Die Csárdásfürstin von Emmerich Kálmán
- 2009: Der Vogelhändler von Carl Zeller
- 2010: Eine Nacht in Venedig von Johann Strauss
- 2011: Gasparone von Carl Millöcker
- 2012: Das Dreimäderlhaus von Heinrich Berté
- 2013: Wiener Blut von Johann Strauss
- 2014: La Vie Parisienne von Jacques Offenbach
- 2015: Der Zigeunerbaron von Johann Strauss
- 2016: Im weißen Rössl von Ralph Benatzky (wie auch 2005)
- 2017: Die lustige Witwe von Franz Lehár (wie auch 1999)
- 2018: Der Vogelhändler von Carl Zeller (wie auch 2009)
- 2019: Die Csárdásfürstin von Emmerich Kálmán (wie auch 2008)
- 2020: aufgrund der COVID-19-Pandemie in Österreich keine Vorstellung
- 2021: zum 25-jährigen Operettenjubiläum: die Fledermaus von Johann Strauss (nominiert für den Österreichischen Musiktheaterpreis 2022 in der Kategorie Gesamtproduktion Operette, Musical und Revuetheater[3])
- 2022: Der Opernball (Richard Heuberger)
- 2023: Im Land des Lächelns (Franz Lehár)
- 2024: Gräfin Mariza (Emmerich Kálmán)
- 2025: Ein Walzertraum (Oscar Straus)